# Václav Formánek (estetik)
Václav Formánek (23. března 1922 Slaný – 16. října 1985 Praha) byl marxisticky orientovaný výtvarný teoretik, estetik a historik umění.

## Život
Václav Formánek absolvoval reálné gymnasium ve Slaném (1932–1940) a za války pracoval jako pomocný dělník, později pomocný úředník v ČKD Slaný (1943–1945). Po skončení války studoval v letech 1945–1949 dějiny umění na Filosofické fakultě Univerzity Karlovy v Praze u profesora Antonína Matějčka a historii. Roku 1949 obhájil rigorózní práci Poznámky k noetice a metodologii dějin umění doby přechodu k feudalismu na území našeho státu.
Po studiu působil jako odborný pracovník Kanceláře prezidenta republiky a v letech 1950–1955 se zabýval archeologickým průzkumem Pražského hradu. Byl vedoucím odboru výtvarného umění Ministerstva školství a kultury (1955–1958) a vedoucí pracovník Kabinetu dějin umění ČSAV. V letech 1958–1964 byl místopředsedou SČVU, v období 1964–1970 přednášel na katedře kulturní politiky Vysoké školy politické ÚV KSČ v Praze a roku 1966 se zde habilitoval jako docent.
Od roku 1971 do roku 1982 působil jako vědecký pracovník NG a vedoucí oddělení české malby 20. století ve Sbírce moderního a současného umění, Národní galerie v Praze. Byl členem skupiny Radar.

### Ocenění
- 1956 Cena Antonína Matějčka

## Dílo
Ve svých publikacích a textech k výstavám se podrobněji věnoval členům skupiny Radar a skupiny 58, Willi Nowakovi, Iljovi Sainerovi, Jaroslavu Králíkovi ad.

### Publikace
- Václav Formánek, V. přehlídka československého výtvarného umění (1959–1960), Svaz československých výtvarných umělců, Praha 1959
- Václav Formánek, Jaroslav Parkán, Jiří Svoboda, Josef Zeman, Pražský hrad, STN Praha 1965
- Formánek Václav, Radar (Anatomie tvůrčí skupiny), Odeon Praha 1971
- Formánek Václav, Ada Novák, Jihočeské nakladatelství Růže, České Budějovice 1972
- Formánek Václav, Vilém Nowak, Odeon Praha 1978
- Formánek Václav, Karel Kuneš, Západočeské nakladatelství v Plzni 1979
- Formánek Václav, Josef Lada, Odeon Praha 1981
- Formánek Václav, Vilma Vrbová – Kotrbová, Odeon Praha 1987